# Liste der Mitglieder des US-Repräsentantenhauses aus Louisiana

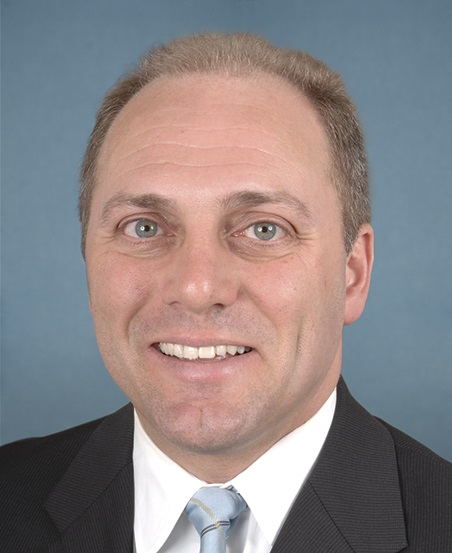
Steve Scalise, derzeitiger Vertreter des ersten Kongresswahlbezirks von Louisiana

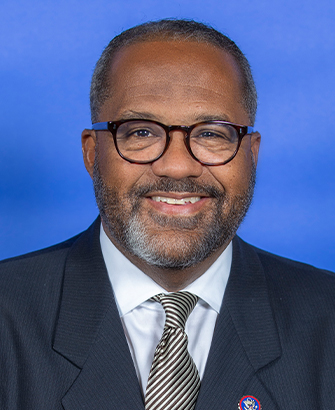
Troy Carter, derzeitiger Vertreter des zweiten Kongresswahlbezirks von Louisiana

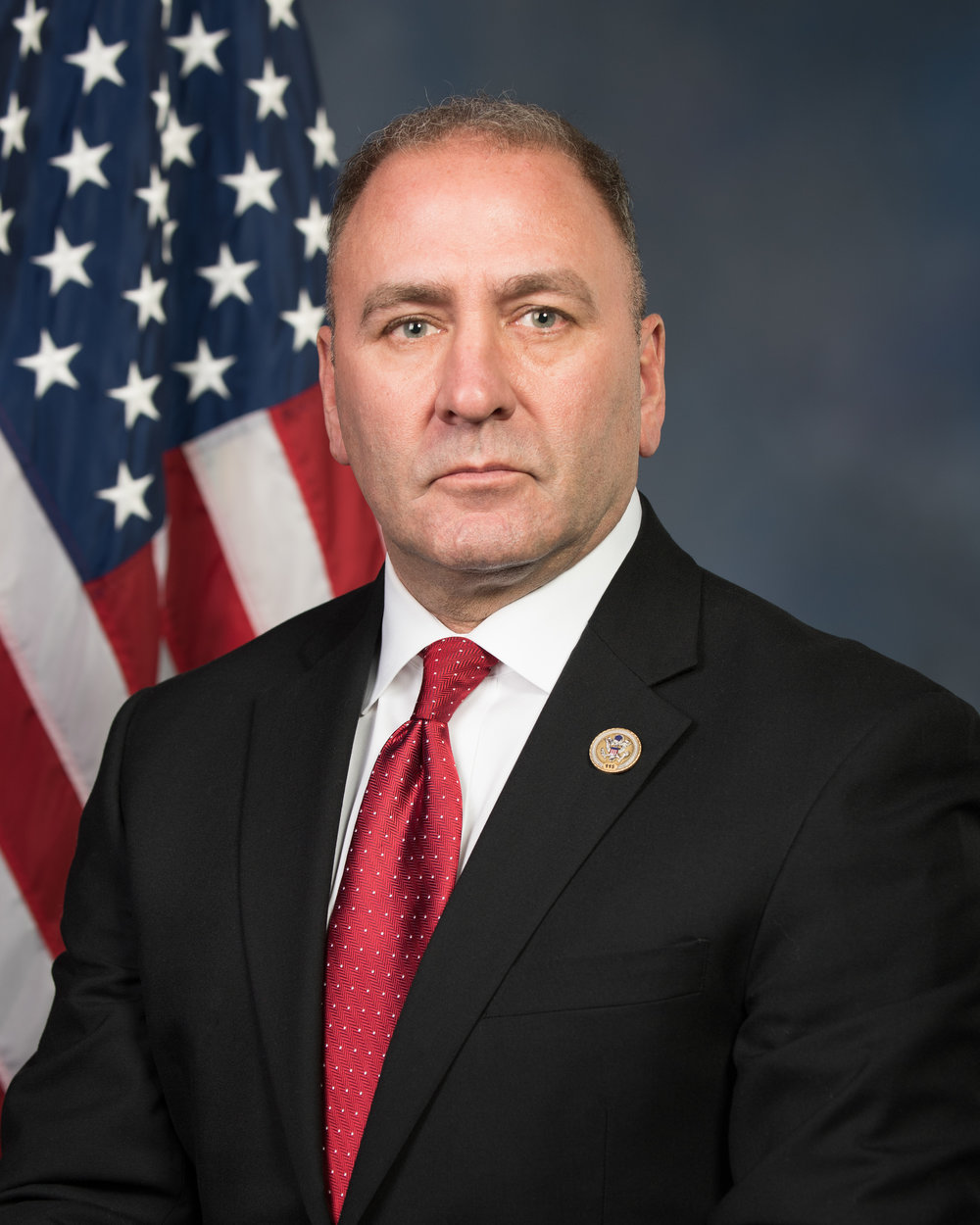
Clay Higgins, derzeitiger Vertreter des dritten Kongresswahlbezirks von Louisiana

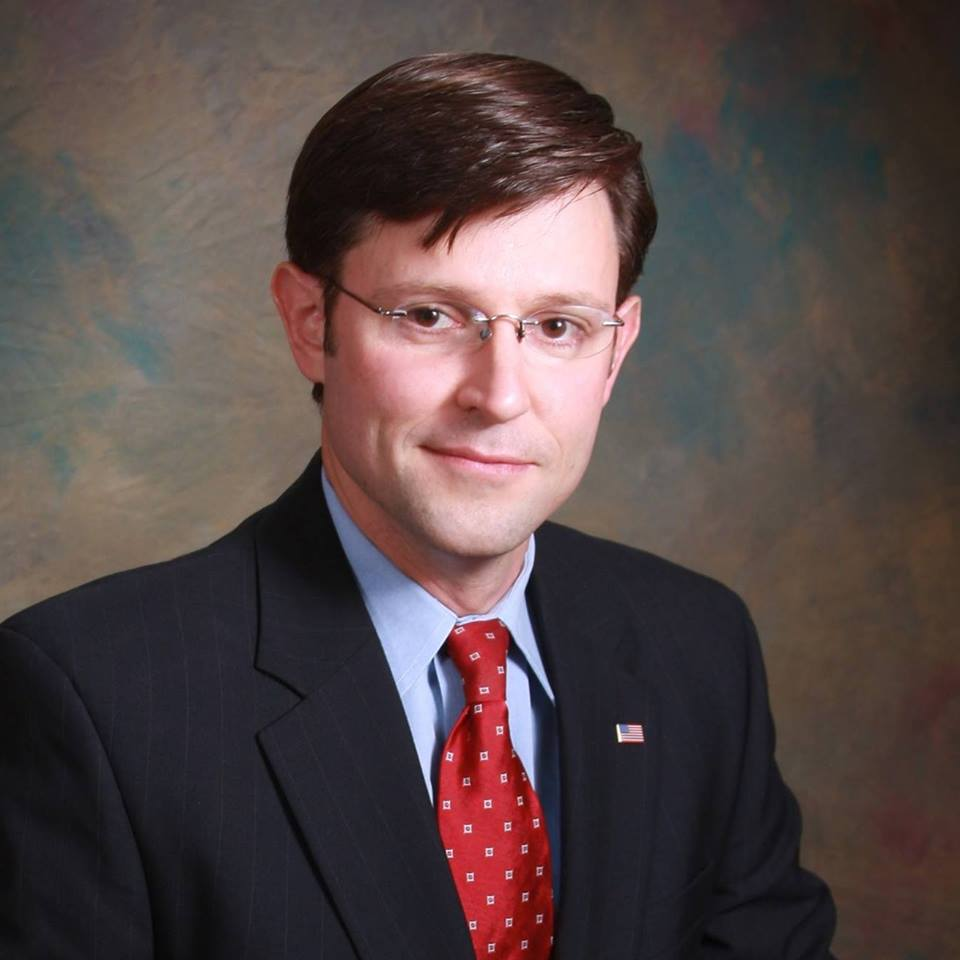
Mike Johnson, derzeitiger Vertreter des vierten Kongresswahlbezirks von Louisiana

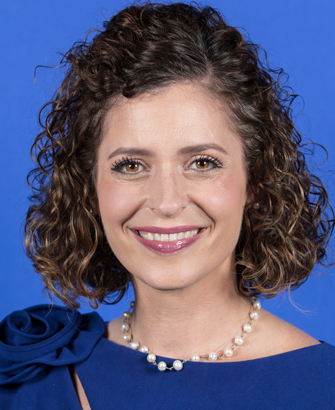
Julia Letlow, derzeitige Vertreterin des fünften Kongresswahlbezirks von Louisiana

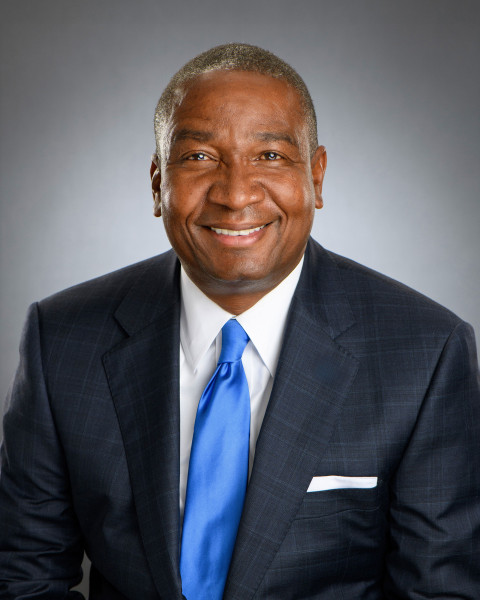
Cleo Fields, derzeitiger Vertreter des sechsten Kongresswahlbezirks von Louisiana

Diese Liste führt alle Politiker auf, die seit 1806 für das Orleans-Territorium und später für den Bundesstaat Louisiana dem Repräsentantenhaus der Vereinigten Staaten angehört haben. Nachdem Louisiana anfangs nur einen Abgeordneten nach Washington entsandt hatte, stieg die Zahl der Repräsentanten zeitweise auf acht an; von 1993 bis 2013 stellte der Staat sieben Abgeordnete. Nach dem United States Census 2010 fiel ein weiteres Mandat weg. Die Wahl erfolgte in der Regel getrennt nach Wahlbezirken; eine staatsweite Wahl („at large“) gab es lediglich zwischen dem Beitritt zur Union im Jahr 1812 und 1823 sowie einmalig 1873 für das sechste Mandat. Von 1863 bis 1868 blieben die Sitze des Staates nach der Sezession Louisianas von der Union unbesetzt.

## Delegierte des Orleans-Territoriums (1806–1812)
| Name                       | Amtszeit                        | Partei    |
| -------------------------- | ------------------------------- | --------- |
| Daniel Clark               | 1. Dezember 1806 – 3. März 1809 | parteilos |
| Julien de Lallande Poydras | 4. März 1809 – 3. März 1811     | parteilos |

## 1. Sitz (seit 1812)
| Name                         | Amtszeit                          | Partei                |
| ---------------------------- | --------------------------------- | --------------------- |
| Thomas Bolling Robertson     | 30. April 1812 – 20. April 1818   | Democratic Republican |
| Thomas Butler                | 16. November 1818 – 3. März 1821  | Democratic Republican |
| Josiah Stoddard Johnston     | 4. März 1821 – 3. März 1823       | Democratic Republican |
| Edward Livingston            | 4. März 1823 – 3. März 1829       | Democratic Republican |
| Edward Douglass White        | 4. März 1829 – 1834               | Whig                  |
| Henry Johnson                | 25. September 1834 – 3. März 1839 | Whig                  |
| Edward Douglass White        | 4. März 1839 – 3. März 1843       | Whig                  |
| John Slidell                 | 4. März 1843 – 10. November 1845  | Demokrat              |
| Emile La Sére                | 29. Januar 1846 – 3. März 1851    | Demokrat              |
| Louis St. Martin             | 4. März 1851 – 3. März 1853       | Demokrat              |
| William Dunbar               | 4. März 1853 – 3. März 1855       | Demokrat              |
| George Eustis                | 4. März 1855 – 3. März 1859       | American Party        |
| John Edward Bouligny         | 4. März 1859 – 3. März 1861       | American Party        |
| Benjamin Flanders            | 3. Dezember 1862 – 3. März 1863   | Unionist              |
| Jacob Hale Sypher            | 18. Juli 1868 – 3. März 1875      | Republikaner          |
| Effingham Lawrence           | 3. März 1875                      | Demokrat              |
| Randall Lee Gibson           | 4. März 1875 – 3. März 1883       | Demokrat              |
| Carleton Hunt                | 4. März 1883 – 3. März 1885       | Demokrat              |
| Louis St. Martin             | 4. März 1885 – 3. März 1887       | Demokrat              |
| Theodore Stark Wilkinson     | 4. März 1887 – 3. März 1891       | Demokrat              |
| Adolph Meyer                 | 4. März 1891 – 8. März 1908       | Demokrat              |
| Albert Estopinal             | 3. November 1908 – 28. April 1919 | Demokrat              |
| James O’Connor               | 5. Juni 1919 – 3. März 1931       | Demokrat              |
| Joachim Octave Fernández     | 4. März 1931 – 3. Januar 1941     | Demokrat              |
| Felix Edward Hébert          | 3. Januar 1941 – 3. Januar 1977   | Demokrat              |
| Richard Alvin Tonry          | 3. Januar 1977 – 4. Mai 1977      | Demokrat              |
| Robert Linlithgow Livingston | 27. August 1977 – 1. März 1999    | Republikaner          |
| David Bruce Vitter           | 29. Mai 1999 – 3. Januar 2005     | Republikaner          |
| Piyush Jindal                | 3. Januar 2005 – 14. Januar 2008  | Republikaner          |
| Stephen Joseph Scalise       | seit 7. Mai 2008                  | Republikaner          |

## 2. Sitz (seit 1823)
| Name                                   | Amtszeit                            | Partei               |
| -------------------------------------- | ----------------------------------- | -------------------- |
| Henry Hosford Gurley                   | 4. März 1823 – 3. März 1831         | Nationalrepublikaner |
| Philemon Thomas                        | 4. März 1831 – 3. März 1835         | Demokrat             |
| Eleazer Wheelock Ripley                | 4. März 1835 – 2. März 1839         | Demokrat             |
| Thomas Withers Chinn                   | 4. März 1839 – 3. März 1841         | Whig                 |
| John Bennett Dawson                    | 4. März 1841 – 3. März 1843         | Demokrat             |
| Alcée Louis la Branche                 | 4. März 1843 – 3. März 1845         | Demokrat             |
| Bannon Goforth Thibodeaux              | 4. März 1845 – 3. März 1849         | Demokrat             |
| Charles Magill Conrad                  | 4. März 1849 – 17. August 1850      | Whig                 |
| Henry Adams Bullard                    | 5. Dezember 1850 – 3. März 1851     | Whig                 |
| Joseph Aristide Landry                 | 4. März 1851 – 3. März 1853         | Whig                 |
| Theodore Gaillard Hunt                 | 4. März 1853 – 3. März 1855         | Whig                 |
| Miles Taylor                           | 4. März 1855 – 5. Februar 1861      | Demokrat             |
| George Michael Hahn                    | 3. Dezember 1862 – 3. März 1863     | Unionist             |
| James Mann                             | 18. Juli 1868 – 26. August 1868     | Demokrat             |
| Lionel Allen Sheldon                   | 4. März 1869 – 3. März 1875         | Republikaner         |
| Ezekiel John Ellis                     | 4. März 1875 – 3. März 1885         | Demokrat             |
| George Michael Hahn                    | 4. März 1885 – 15. März 1886        | Republikaner         |
| Nathaniel Dick Wallace                 | 9. Dezember 1886 – 3. März 1887     | Demokrat             |
| Matthew Diamond Lagan                  | 4. März 1887 – 3. März 1889         | Demokrat             |
| Hamilton Dudley Coleman                | 4. März 1889 – 3. März 1891         | Republikaner         |
| Matthew Diamond Lagan                  | 4. März 1891 – 3. März 1893         | Demokrat             |
| Robert Charles Davey                   | 4. März 1893 – 3. März 1895         | Demokrat             |
| Charles Francis Buck                   | 4. März 1895 – 3. März 1897         | Demokrat             |
| Robert Charles Davey                   | 4. März 1897 – 26. Dezember 1908    | Demokrat             |
| Samuel Louis Gilmore                   | 30. März 1909 – 18. Juli 1910       | Demokrat             |
| Henry Garland Dupré                    | 8. November 1910 – 21. Februar 1924 | Demokrat             |
| James Zacharie Spearing                | 22. April 1924 – 3. März 1931       | Demokrat             |
| Paul Herbert Maloney                   | 4. März 1931 – 15. Dezember 1940    | Demokrat             |
| Thomas Hale Boggs                      | 3. Januar 1941 – 3. Januar 1943     | Demokrat             |
| Paul Herbert Maloney                   | 3. Januar 1943 – 3. Januar 1947     | Demokrat             |
| Thomas Hale Boggs                      | 3. Januar 1947 – 3. Januar 1973     | Demokrat             |
| Marie Corinne Morrison Claiborne Boggs | 20. März 1973 – 3. Januar 1991      | Demokrat             |
| William Jennings Jefferson             | 3. Januar 1991 – 3. Januar 2009     | Demokrat             |
| Anh Quang Cao                          | 3. Januar 2009 – 3. Januar 2011     | Republikaner         |
| Cedric Levon Richmond                  | 3. Januar 2011 – 15. Januar 2021    | Demokrat             |
| vakant                                 | 15. Januar 2021 – 11. Mai 2021      |                      |
| Troy Anthony Carter                    | seit 11. Mai 2021                   | Demokrat             |

## 3. Sitz (seit 1823)
| Name                     | Amtszeit                         | Partei                |
| ------------------------ | -------------------------------- | --------------------- |
| William Leigh Brent      | 4. März 1823 – 3. März 1829      | Democratic Republican |
| Walter Hampden Overton   | 4. März 1829 – 3. März 1831      | Demokrat              |
| Henry Adams Bullard      | 4. März 1831 – 4. Januar 1834    | Nationalrepublikaner  |
| Rice Garland             | 28. April 1834 – 21. Juli 1840   | Nationalrepublikaner  |
| John Moore               | 17. Dezember 1840 – 3. März 1843 | Whig                  |
| John Bennett Dawson      | 4. März 1843 – 3. März 1845      | Demokrat              |
| John Henry Harmanson     | 4. März 1845 – 24. Oktober 1850  | Demokrat              |
| Alexander Gordon Penn    | 30. Dezember 1850 – 3. März 1853 | Demokrat              |
| John Perkins Jr.         | 4. März 1853 – 3. März 1855      | Demokrat              |
| Thomas Green Davidson    | 4. März 1855 – 3. März 1861      | Demokrat              |
| Joseph Parkinson Newsham | 18. Juli 1868 – 3. März 1869     | Republikaner          |
| Chester Bidwell Darrall  | 4. März 1869 – 20. Februar 1878  | Republikaner          |
| Joseph Hayes Acklen      | 20. Februar 1878 – 3. März 1881  | Demokrat              |
| Chester Bidwell Darrall  | 4. März 1881 – 3. März 1883      | Republikaner          |
| William Pitt Kellogg     | 4. März 1883 – 3. März 1885      | Republikaner          |
| Edward James Gay         | 4. März 1885 – 30. Mai 1889      | Demokrat              |
| Andrew Price             | 2. Dezember 1889 – 3. März 1897  | Demokrat              |
| Robert Foligny Broussard | 4. März 1897 – 3. März 1915      | Demokrat              |
| Whitmell Pugh Martin     | 4. März 1915 – 6. April 1929     | Progressive Party     |
| Numa Francois Montet     | 6. August 1929 – 3. Januar 1937  | Demokrat              |
| Robert Louis Mouton      | 3. Januar 1937 – 3. Januar 1941  | Demokrat              |
| James R. Domengeaux      | 3. Januar 1941 – 3. Januar 1949  | Demokrat              |
| Edwin Edward Willis      | 3. Januar 1949 – 3. Januar 1969  | Demokrat              |
| Patrick Thomson Caffery  | 3. Januar 1969 – 3. Januar 1973  | Demokrat              |
| David Conner Treen       | 3. Januar 1973 – 10. März 1980   | Republikaner          |
| Wilbert Joseph Tauzin    | 22. Mai 1980 – 3. Januar 2005    | Demokrat              |
| Charles Joseph Melancon  | 3. Januar 2005 – 3. Januar 2011  | Demokrat              |
| Jeffrey Martin Landry    | 3. Januar 2011 – 3. Januar 2013  | Republikaner          |
| Charles William Boustany | 3. Januar 2013 – 3. Januar 2017  | Republikaner          |
| Glen Clay Higgins        | seit 3. Januar 2017              | Republikaner          |

## 4. Sitz (seit 1843)
| Name                                  | Amtszeit                            | Partei              |
| ------------------------------------- | ----------------------------------- | ------------------- |
| Pierre Evariste Jean-Baptiste Bossier | 4. März 1843 – 24. April 1844       | Demokrat            |
| Isaac Edward Morse                    | 2. Dezember 1844 – 3. März 1851     | Demokrat            |
| John Moore                            | 4. März 1851 – 3. März 1853         | Whig                |
| Roland Jones                          | 4. März 1853 – 3. März 1855         | Demokrat            |
| John Milton Sandidge                  | 4. März 1855 – 3. März 1859         | Demokrat            |
| John Morgan Landrum                   | 4. März 1859 – 3. März 1861         | Demokrat            |
| Michel Vidal                          | 18. Juli 1868 – 1870                | Republikaner        |
| Joseph Parkinson Newsham              | 23. Mai 1870 – 3. März 1871         | Republikaner        |
| James McCleery                        | 4. März 1871 – 5. November 1871     | Republikaner        |
| Alexander Boarman                     | 3. Dezember 1872 – 3. März 1873     | Liberalrepublikaner |
| George Luke Smith                     | 24. November 1873 – 3. März 1875    | Republikaner        |
| William Mallory Levy                  | 4. März 1875 – 3. März 1877         | Demokrat            |
| Joseph Barton Elam                    | 4. März 1877 – 3. März 1881         | Demokrat            |
| Newton Crain Blanchard                | 4. März 1881 – 12. März 1894        | Demokrat            |
| Henry Warren Ogden                    | 12. Mai 1894 – 3. März 1899         | Demokrat            |
| Phanor Breazeale                      | 4. März 1899 – 3. März 1905         | Demokrat            |
| John Thomas Watkins                   | 4. März 1905 – 3. März 1921         | Demokrat            |
| John Nicholas Sandlin                 | 4. März 1921 – 3. Januar 1937       | Demokrat            |
| Thomas Overton Brooks                 | 3. Januar 1937 – 16. September 1961 | Demokrat            |
| Joseph David Waggonner                | 19. Dezember 1961 – 3. Januar 1979  | Demokrat            |
| Anthony Claude Leach                  | 3. Januar 1979 – 3. Januar 1981     | Demokrat            |
| Charles Elson Roemer                  | 3. Januar 1981 – 14. März 1988      | Demokrat            |
| James Otis McCrery                    | 16. April 1988 – 3. Januar 1993     | Republikaner        |
| Cleo Fields                           | 3. Januar 1993 – 3. Januar 1997     | Demokrat            |
| James Otis McCrery                    | 3. Januar 1997 – 3. Januar 2009     | Republikaner        |
| John Calvin Fleming                   | 3. Januar 2009 – 3. Januar 2017     | Republikaner        |
| James Michael Johnson                 | seit 3. Januar 2017                 | Republikaner        |

## 5. Sitz (seit 1868)
| Name                      | Amtszeit                            | Partei       |
| ------------------------- | ----------------------------------- | ------------ |
| William Jasper Blackburn  | 18. Juli 1868 – 3. März 1869        | Republikaner |
| Frank Morey               | 4. März 1869 – 8. Juni 1876         | Republikaner |
| William Brainerd Spencer  | 8. Juni 1876 – 8. Januar 1877       | Demokrat     |
| John Edwards Leonard      | 4. März 1877 – 15. März 1878        | Republikaner |
| John Smith Young          | 5. November 1878 – 3. März 1879     | Demokrat     |
| John Floyd King           | 4. März 1879 – 3. März 1887         | Demokrat     |
| Cherubusco Newton         | 4. März 1887 – 3. März 1889         | Demokrat     |
| Charles Jahleal Boatner   | 4. März 1889 – 3. März 1897         | Demokrat     |
| Samuel Thomas Baird       | 4. März 1897 – 22. April 1899       | Demokrat     |
| Joseph Eugene Ransdell    | 29. August 1899 – 3. März 1913      | Demokrat     |
| James Walter Elder        | 4. März 1913 – 3. März 1915         | Demokrat     |
| Riley Joseph Wilson       | 4. März 1915 – 3. Januar 1937       | Demokrat     |
| Newt Virgus Mills         | 3. Januar 1937 – 3. Januar 1943     | Demokrat     |
| Charles Edgar McKenzie    | 3. Januar 1943 – 3. Januar 1947     | Demokrat     |
| Otto Ernest Passman       | 3. Januar 1947 – 3. Januar 1977     | Demokrat     |
| Thomas Jerald Huckaby     | 3. Januar 1977 – 3. Januar 1993     | Demokrat     |
| James Otis McCrery        | 3. Januar 1993 – 3. Januar 1997     | Republikaner |
| John Charles Cooksey      | 3. Januar 1997 – 3. Januar 2003     | Republikaner |
| Rodney McKinnie Alexander | 3. Januar 2003 – 27. September 2013 | Republikaner |
| Vance Michael McAllister  | 16. November 2013 – 3. Januar 2015  | Republikaner |
| Ralph Lee Abraham         | 3. Januar 2015 – 3. Januar 2021     | Republikaner |
| vakant                    | 3. Januar 2021 – 14. April 2021     |              |
| Julia Janelle Letlow      | seit 14. April 2021                 | Republikaner |

## 6. Sitz (seit 1873)
| Name                      | Amtszeit                         | Partei              |
| ------------------------- | -------------------------------- | ------------------- |
| George Augustus Sheridan  | 4. März 1873 – 3. März 1875      | Liberalrepublikaner |
| Charles Edmund Nash       | 4. März 1875 – 3. März 1877      | Republikaner        |
| Edward White Robertson    | 4. März 1877 – 3. März 1883      | Demokrat            |
| Edward Taylor Lewis       | 4. März 1883 – 3. März 1885      | Demokrat            |
| Alfred Briggs Irion       | 4. März 1885 – 3. März 1887      | Demokrat            |
| Edward White Robertson    | 4. März 1887 – 2. August 1887    | Demokrat            |
| Samuel Matthews Robertson | 5. Dezember 1887 – 3. März 1907  | Demokrat            |
| George Kent Favrot        | 4. März 1907 – 3. März 1909      | Demokrat            |
| Robert Charles Wickliffe  | 4. März 1909 – 11. Juni 1912     | Demokrat            |
| Lewis Lovering Morgan     | 5. November 1912 – 3. März 1917  | Demokrat            |
| Jared Young Sanders       | 4. März 1917 – 3. März 1921      | Demokrat            |
| George Kent Favrot        | 4. März 1921 – 3. März 1925      | Demokrat            |
| Bolivar Edwards Kemp      | 4. März 1925 – 19. Juni 1933     | Demokrat            |
| Jared Young Sanders Jr.   | 1. Mai 1934 – 3. Januar 1937     | Demokrat            |
| John Keller Griffith      | 3. Januar 1937 – 3. Januar 1941  | Demokrat            |
| Jared Young Sanders Jr.   | 3. Januar 1941 – 3. Januar 1943  | Demokrat            |
| James Hobson Morrison     | 3. Januar 1943 – 3. Januar 1967  | Demokrat            |
| John Richard Rarick       | 3. Januar 1967 – 3. Januar 1975  | Demokrat            |
| William Henson Moore      | 7. Januar 1975 – 3. Januar 1987  | Republikaner        |
| Richard Hugh Baker        | 3. Januar 1987 – 2. Februar 2008 | Republikaner        |
| Donald J. Cazayoux        | 6. Mai 2008 – 3. Januar 2009     | Demokrat            |
| William Cassidy           | 3. Januar 2009 – 3. Januar 2015  | Republikaner        |
| Garret Neal Graves        | 3. Januar 2015 – 3. Januar 2025  | Republikaner        |
| Cleo Fields               | seit 3. Januar 2025              | Demokrat            |

## 7. Sitz (1903–2013)
| Name                     | Amtszeit                            | Partei       |
| ------------------------ | ----------------------------------- | ------------ |
| Arsène Paulin Pujo       | 4. März 1903 – 3. März 1913         | Demokrat     |
| Ladislas Lazaro          | 4. März 1913 – 30. März 1927        | Demokrat     |
| René Louis De Rouen      | 23. August 1927 – 3. Januar 1941    | Demokrat     |
| Vance Gabriel Plauche    | 3. Januar 1941 – 3. Januar 1943     | Demokrat     |
| Henry Dominique Larcade  | 3. Januar 1943 – 3. Januar 1953     | Demokrat     |
| Theo Ashton Thompson     | 3. Januar 1953 – 1. Juli 1965       | Demokrat     |
| Edwin Washington Edwards | 2. Oktober 1965 – 9. Mai 1972       | Demokrat     |
| John Berlinger Breaux    | 30. September 1972 – 3. Januar 1987 | Demokrat     |
| James Allison Hayes      | 3. Januar 1987 – 2. Januar 1997     | Demokrat     |
| Christopher Charles John | 3. Januar 1997 – 3. Januar 2005     | Demokrat     |
| Charles William Boustany | 3. Januar 2005 – 3. Januar 2013     | Republikaner |

## 8. Sitz (1913–1993)
| Name                   | Amtszeit                         | Partei       |
| ---------------------- | -------------------------------- | ------------ |
| James Benjamin Aswell  | 4. März 1913 – 16. März 1931     | Demokrat     |
| John Holmes Overton    | 12. Mai 1931 – 3. März 1933      | Demokrat     |
| Cleveland Dear         | 4. März 1933 – 3. Januar 1937    | Demokrat     |
| Asa Leonard Allen      | 3. Januar 1937 – 3. Januar 1953  | Demokrat     |
| George Shannon Long    | 3. Januar 1953 – 22. März 1958   | Demokrat     |
| Harold Barnett McSween | 3. Januar 1959 – 3. Januar 1963  | Demokrat     |
| Gillis William Long    | 3. Januar 1963 – 3. Januar 1965  | Demokrat     |
| Speedy Oteria Long     | 3. Januar 1965 – 3. Januar 1973  | Demokrat     |
| Gillis William Long    | 3. Januar 1973 – 20. Januar 1985 | Demokrat     |
| Catherine Small Long   | 30. März 1985 – 3. Januar 1987   | Demokrat     |
| Clyde Cecil Holloway   | 3. Januar 1987 – 3. Januar 1993  | Republikaner |